# Hurricane (canción de Eden Golan)
«Hurricane» —en español: «Huracán»— es una canción de la cantante israelí Eden Golan. Fue escrita por Avi Ohayon, Keren Peles y Stav Beger y publicado el 10 de marzo de 2024 hasta la sesión 42. Inspirado en una perspectiva israelí del ataque liderado por Hamás contra Israel en 2023 y sus consecuencias emocionales para los israelíes según Golan y sus compositores, representó a Israel en el Festival de la Canción de Eurovisión 2024, donde terminó quinto en la general.
La canción generó un gran escrutinio por su título original «October Rain», que junto con la letra fue visto como un mensaje político alusivo a la guerra entre Israel y Gaza en apoyo a Israel. Como resultado, la Unión Europea de Radiodifusión (UER), la organización que gestiona el Festival de la Canción de Eurovisión, solicitó una reescritura de la canción a finales de febrero de 2024. Después de múltiples presentaciones y reescrituras, se aprobó una versión final revisada, titulada «Hurricane» por la UER el 7 de marzo. La canción en ambas variaciones, junto con la propia Golan, enfrentó numerosos pedidos infructuosos para su exclusión del concurso.

## Antecedentes y composición
«Hurricane» está escrito por Avi Ohayon, Keren Peles y Stav Beger. Beger se unió tarde al proceso de composición y luego entró en una disputa con Ohayon sobre las regalías. Antes de que fuera anunciada oficialmente como la canción de Israel para el Festival de la Canción de Eurovisión 2024, se ejerció una presión pública cada vez mayor sobre los organizadores del concurso, la Unión Europea de Radiodifusión (UER), para prohibir la participación israelí en el concurso y boicotearlo hasta que el país fuera prohibido debido a la participación de Israel en la guerra entre Israel y Hamás. En una entrevista con The Times of Israel, Golan declaró que a pesar de saber que competir en Eurovisión «no [sería] simple», ella quería representar a Israel «debido al significado [de la canción]... podemos traer todo lo que estamos sintiendo y todo lo que está pasando el país, en esos tres minutos para hablarle a través de la canción al mundo».
Existen disputas sobre si la canción se basa únicamente en una perspectiva israelí de la guerra entre Israel y Gaza. Ohayon afirmó en entrevistas que «sabíamos que íbamos a escribir sobre la situación [israelí]... Intentamos hacerlo de la manera más sutil posible, con un subtexto».Sin embargo, en una entrevista con The New York Times, Peles afirmó que la canción no fue influenciada únicamente por el conflicto; dijo que la canción se inspiró en parte en un divorcio reciente por el que había pasado. Peles afirmó además que la canción estaba destinada a reflejar el tema general de la «importancia de la fuerza en los momentos difíciles».Hannah Brown, en un análisis para The Jerusalem Post, escribió que la canción trataba «sobre la pérdida y la redención».En otro análisis de Eran Swissa de Israel Hayom, la canción detalla la historia de una «joven que emerge de una crisis personal».
Se informa que es una reescritura de una variación anterior de la canción que se tituló «October Rain», en respuesta al rechazo de la Unión Europea de Radiodifusión para participar en el Festival de la Canción de Eurovisión. Brown declaró más tarde que «Hurricane», aunque mantenía los mismos mensajes que «October Rain», usaba «términos más poéticos y menos específicos». Shayna Weiss, una estudiosa de la cultura pop israelí, afirmó que la letra «puede significar muchas cosas diferentes. Probablemente así fue como se permitió [la canción]. Pero es obvio lo que significan cuando se trata de la entrada de Israel a Eurovisión». En otro análisis realizado por Lior Zaltzman de Kveller, expresaron su creencia de que la letra podría interpretarse como una referencia a visiones del mundo sobre Israel y la defensa del regreso de los rehenes israelíes del cautiverio de Hamás. Zaltzman añadió más tarde que la imagen de un huracán «parece describir en gran medida el estado de ánimo israelí después del 7 de octubre».
Horas antes de su lanzamiento oficial, la canción fue filtrada en su totalidad por un partidario pro-palestino en Twitter que proclamó «Israel está cometiendo genocidio», y luego afirmó que la filtraron para apoyar a las personas que querían piratear la canción.Fue lanzado oficialmente el 10 de marzo de 2024 en una transmisión especial en el canal israelí Kan 11.

## Vídeo musical y promoción
Junto con el lanzamiento de la canción, el mismo día se lanzó un vídeo musical que la acompaña. Brown de The Jerusalem Post declaró que pensaba que el video musical, que presentaba a bailarines en un campo, «hacía claramente referencia» a la Masacre en el festival de música de Reim.En otro análisis de un informe de Ynet realizado por Shira Danino, interpretó que la ropa mostraba mensajes ocultos relacionados con el ataque del 7 de octubre. Se afirmó que la ropa de Golan, que tenía un agujero, parecía un disparo; Se afirmó que una corbata usada en otro traje representaba una cinta amarilla, un símbolo de defensa de la liberación de los cautivos en poder de Hamás. Además, los bailarines, que vestían ropas blancas al comienzo del vídeo y luego cambiaron a ropa negra al final, simbolizaban «celebraciones blancas en los jardines del kibutz» y luto, respectivamente.

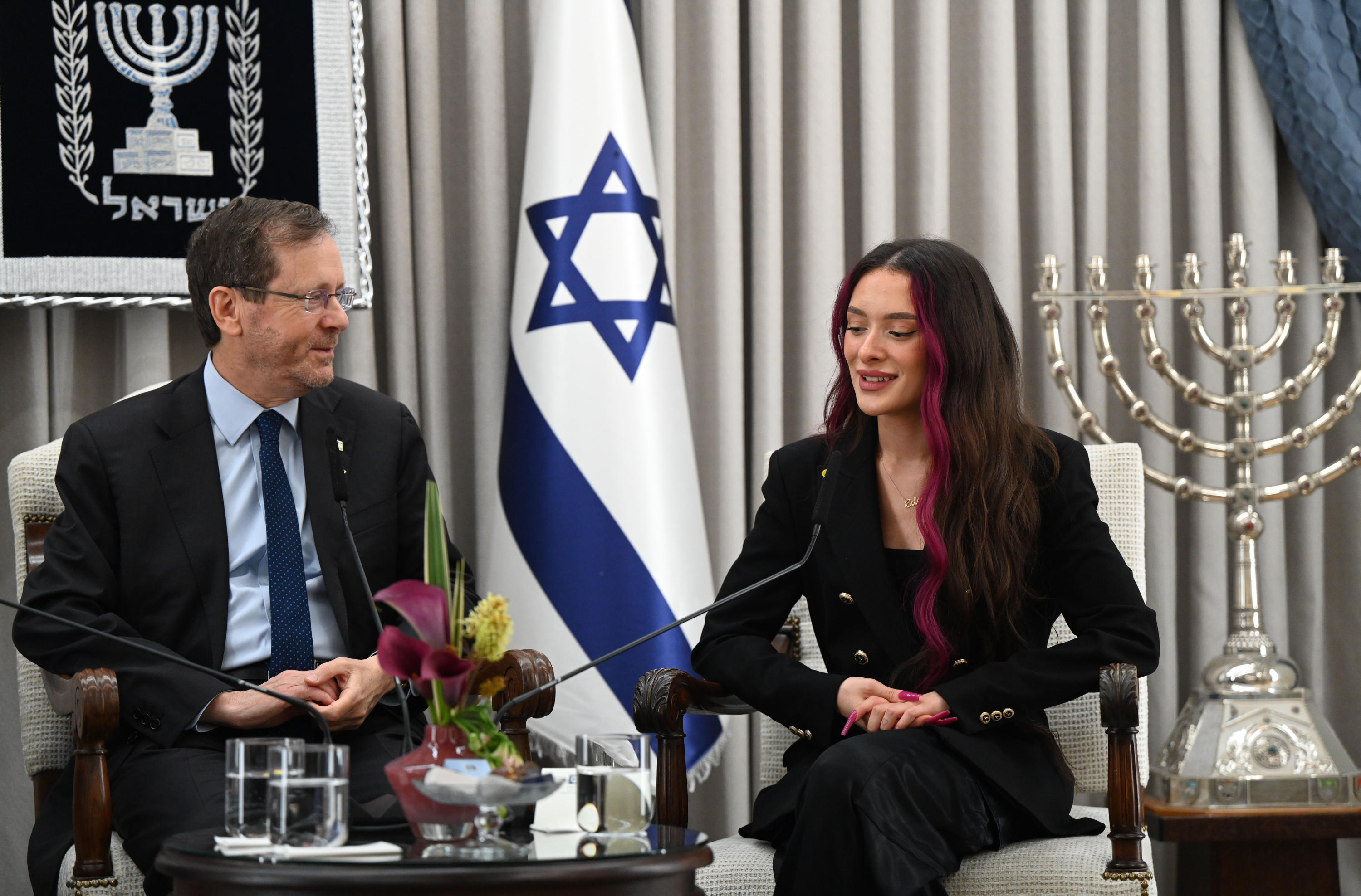
Golán y el presidente israelí Isaac Herzog en fotografías publicitarias del gobierno israelí

Para promocionar la canción, Golan aceptó una invitación para reunirse con el presidente israelí Isaac Herzog para una aparición publicitaria en abril de 2024. Golan no asistió a ningún evento previo a la fiesta de Eurovisión a pesar de haber sido invitado a ellos; sin embargo, hizo una aparición única en un evento de fanes organizado por OGAE Israel para promocionar la canción.

## Recepción

### Respuesta crítica

#### Medios israelíes
La canción en ambas variaciones ha recibido críticas negativas de los medios locales israelíes. Noa Limone, una escritora del periódico israelí Haaretz, escribió una reseña muy negativa de la variación original de la canción. Limone se burló de la canción por la falta de «cualquier declaración significativa», afirmando que «incluso la IA tiene más alma que este galimatías...hubiera sido mejor enviar una canción como 'Harbu Darbu', porque al menos tiene algo que «Algo bélico, vengativo, algunos dicen racista, pero al menos claro».Dudi Fatimer de The Jerusalem Post también escribió una crítica negativa sobre la versión revisada de «Hurricane», afirmando que la canción era «aburrida» y era «más adecuada para la lista de reproducción de Army Radio que [Eurovisión]», añadiendo su opinión de que Golan debería haber puesto más letras en hebreo y que «esperaba una canción que me conmoviera, que me hiciera sentir orgulloso como israelí... esta canción realmente no va en esa dirección».
Einar Schiff, escritor de Ynet, escribió un artículo de opinión en respuesta a que Kan cambiara su canción para cumplir con los requisitos de Eurovisión, criticando duramente a Kan. En él, Schiff afirmó que «si doblar fuera un deporte, [Kan] obtendría una puntuación perfecta». Schiff criticó a Kan por seguir participando en el concurso, afirmando que la «libertad artística» había sido cambiada por «presiones políticas y diplomáticas inevitables durante tiempos de guerra [y] presiones de Isaac Herzog». Además, acusó a Kan de un intento fallido de lavar la participación de Israel en medio de la guerra, escribiendo: «la ilusión de que podemos ser un pequeño país en guerra que ha causado decenas de miles de víctimas, incluidos hombres y mujeres inocentes, e incluso niños que son siempre inocentes, y todavía se comportan como si fuera 1999, ha explotado porque pensaron que podían actuar con vigilancia y no con sabiduría».El escritor The Jerusalem Post, Ari Sacher, también expresó críticas a los cambios, elogiando la versión original de «October Rain» y afirmando que «lo que era un himno conmovedor y significativo se ha reducido a otra canción».

#### Medios relacionados con Eurovisión y otros
«Hurricane» ha recibido críticas positivas de varios concursantes de Eurovisión. Hera Björk, representante de Islandia en 2010 y 2024, declaró al sitio israelí de fanes de Eurovisión EuroMix que «le encanta la canción. Es una canción fuerte. Realmente lo es». Ex representantes chipriotas, incluido el concursante de 2023 Andrew Lambrou y la concursante de 2024 Silia Kapsis, han manifestado su apoyo a la canción. Gali Atari parte de la delegación israelí que ganó el concurso en 1979, también elogió a Golan, afirmando que «Tengo una confianza inquebrantable en ella, y confío en que ella representará a Israel con la mayor dignidad... Es difícil «Creer que sólo tiene 20 años...y ya es una diva, una intérprete fantástica». Shayna Weiss comparó «Hurricane» con «1944»  de Jamala, una canción sobre la deportación de los tártaros de Crimea en 1944 que ganó el Festival de la Canción de Eurovisión 2016 para Ucrania. Weiss añadió más tarde: «Creo que [Israel] intentó la ruta de Ucrania».
En una reseña de Wiwibloggs que contiene varias reseñas de varios críticos, la canción obtuvo una calificación de 5,9 sobre 10 puntos,  obteniendo el puesto 27 entre 37 canciones en la clasificación anual del sitio. Otra revisión realizada por ESC Bubble que contenía reseñas de una combinación de lectores y jurados calificó la canción como la última de cualquier canción en la semifinal de Eurovisión contra la que competía «Hurricane».  Jon O'Brien, escritor de Vulture, clasificó la canción en el puesto 32 entre las 37 canciones que compitieron en el concurso de ese año, calificando la canción como «genérica tal como viene, una balada poderosa al estilo Demi Lovato que intenta decir mucho, pero termina sin decir nada». Por el contrario, Doron Lahav de ESC Beat elogió la canción, ubicándola en segundo lugar entre las 37 canciones que compiten en el concurso. Hicieron comentarios positivos sobre las habilidades vocales de Golan y afirmaron que pensaban que la canción era «significativa y sirve como un mensaje global» la escocesa Erin Adam también le dio a la canción una crítica favorable, elogiando también la voz de Golan y calificando la canción con siete de 10 puntos. 

#### Cuotas de apuestas
Aproximadamente dos semanas después del lanzamiento de «Hurricane», el 22 de marzo, figuraba en el octavo lugar en las probabilidades generales de apuestas para ganar el Festival de la Canción de Eurovisión 2024. En los 12 días transcurridos entre el lanzamiento de la canción y el día en que se reunieron las probabilidades, la canción había subido dos posiciones. Después de una breve caída al noveno lugar, la canción volvió a subir al octavo lugar el 16 de abril, lo que The Jerusalem Post interpretó que se debía a los ataques con drones iraníes que habían ocurrido ese mes. Dos semanas antes del concurso, el 27 de abril de 2024, «Hurricane» ascendió al séptimo lugar. Después de la clasificación de Golan en la semifinal, ascendió al segundo lugar en la general, solo detrás de Baby Lasagna de Croacia.

### Llamados a la exclusión
Ambas variaciones de la canción se han enfrentado a numerosos llamamientos para su exclusión del Festival de la Canción de Eurovisión 2024, junto con llamamientos anteriores para la exclusión del propio Golán y de Israel desde el comienzo de la guerra entre Israel y Gaza. Múltiples medios de comunicación relacionados con Eurovisión, como Eurovoix  y ESC Xtra comenzaron a limitar su cobertura de la participación israelí en el concurso. Se habían creado numerosas peticiones, particularmente de los países nórdicos, para pedir la exclusión de Israel para febrero; uno de Islandia logró reunir más de 10.000 firmas.Cuando se filtró «Hurricane» horas antes de su lanzamiento oficial, Ynet registró casos de partidarios palestinos pidiendo la exclusión de Israel, junto con protestas en el escenario de Eurovisión si se permitía que la canción compitiera. La oposición a las convocatorias de exclusión se hizo antes del concurso; También en febrero, alrededor de 400 celebridades y músicos firmaron una carta apoyando la inclusión de Israel en el concurso.

## Posiciones en las listas
| Listas (2024)                   | Posición |
| ------------------------------- | -------- |
| Australia Digital Tracks (ARIA) | 1        |
| Israel (Media Forest)           | 1        |
| Lituania (AGATA)                | 24       |
| Países Bajos (Single Tip)       | 9        |
| Suecia (Sverigetopplistan)      | 47       |
| UK Indie Breakers (OCC)         | 11       |
| UK Singles Downloads (OCC)      | 18       |
| UK Singles Sales (OCC)          | 18       |